# Unión por el Perú
Unión por el Perú (UPP) es un partido político peruano de izquierda. Fue fundado en 1994, inicialmente como un partido centrista y progresista con facciones de izquierda, por el ex-secretario General de las Naciones Unidas, Javier Pérez de Cuéllar junto a Daniel Estrada y José Vega, para participar en las elecciones generales de 1995, en contra del entonces presidente Alberto Fujimori, quien se presentaba a la reelección. Con el tiempo el partido se convirtió en el principal foco político del movimiento etnocacerista liderado por Antauro Humala desde mediados de la década de 2010.

## Historia
Fue fundado en 1994, como un partido de centro político y socioliberal con facciones de izquierda, por el ex-secretario General de las Naciones Unidas, el diplomático Javier Pérez de Cuéllar junto a Daniel Estrada y José Vega, para participar en las elecciones generales de 1995, en contra del entonces presidente Alberto Fujimori, quien se presentaba a la reelección.

## Participación electoral

### Elecciones generales de 1995
Teniendo como candidato presidencial a Javier Pérez de Cuéllar juntos a sus candidatos a vicepresidentes a Graciela Fernández Baca y al exministro Guido Pennano, el partido participó en las elecciones generales de 1995, convirtiéndose en la primera fuerza de oposición, ya que Alberto Fujimori logró reelegirse en primera vuelta con mayoría absoluta tras algunos indicios de fraude. Desde un inicio sus miembros eran muy variados, provenientes de diferentes partidos e ideologías políticas, aunque el partido ya se perfilaba como una opción de izquierda.
| Candidatos              | Candidatos              | Candidatos            |
| Presidencia             | 1.er Vicepresidencia    | 2.º Vicepresidencia   |
| ----------------------- | ----------------------- | --------------------- |
| Javier Pérez de Cuéllar | Graciela Fernández-Baca | Guido Pennano Allison |

Entre sus principales líderes y colaboradores se encontraban el exministro Alfonso Grados Bertorini, Henry Pease y Gustavo Mohme quienes habían abandonado la Izquierda Unida, Daniel Estrada quien fue alcalde del Cusco, el investigador Roger Guerra-García y entre varios personajes quienes postulaban al Congreso. En el parlamento, fue la 2.ª fuerza opositora tras obtener 17 representantes.
A fines del período parlamentario, la mayoría de sus integrantes habían abandonado la agrupación como Rigoberto Ezquerra, 
Miguel Ciccia Vásquez y Francisco Pardo Mesones quienes se habrían pasado a las filas del gobierno fujimorista. Mientras que Carlos Chipoco se pasó al Partido Popular Cristiano y Anel Townsend junto a Harold Forsyth y Gustavo Mohme se afiliaron al partido Somos Perú de Alberto Andrade. Graciela Fernández Baca también renunció a UPP y se pasó al recién creado Solidaridad Nacional con miras a las próximas elecciones.

### Elecciones municipales de 1998
Luego de su éxito en las elecciones generales de 1995, el partido participa en las elecciones municipales de 1998, obteniendo 2 alcaldías provinciales, siendo las provincias de Dos de Mayo en Huánuco y San Antonio de Putina en Puno; a su vez obtiene 29 alcaldías distritales.
Alcaldes Provinciales electos por UPP
| Región  | Provincia             | Alcalde               |
| ------- | --------------------- | --------------------- |
| Huánuco | Dos de Mayo           | Víctor Cardich Huaman |
| Puno    | San Antonio de Putina | Percy Manrique García |

### Elecciones generales de 2000
Para las tan controvertidas elecciones generales de 2000, UPP decidió presentar como candidato presidencial al ex-congresista Máximo San Román quien ya había abandonado el Movimiento OBRAS del exalcalde Ricardo Belmont. La plancha presidencial estuvo conformada por Henry Pease a la primera vicepresidencia y Maximiliano Cárdenas a la segunda. Su fundador, Pérez de Cuéllar, decidió dejar el partido luego de retirarse de la política.
En dichas elecciones, en las cuales hubo muchas acusaciones de fraude electoral generadas por Alberto Fujimori y Vladimiro Montesinos, UPP no no logró una buena elección tras solo obtener el 0.33 % de votos y quedando en el noveno puesto de las preferencias.
El partido también presentó candidatos al Congreso con varias figuras políticas conocidas y solo obtuvo 3 miembros siendo Daniel Estrada, Henry Pease y la exministra de Educación Gloria Helfer quien había vuelto a la actividad política.
Durante este periodo parlamentario, hizo alianza con los 3 legisladores de Acción Popular para formar una bancada y fueron opositores al régimen fujimorista. Cuando Fujimori juramentó para un tercer gobierno el 28 de julio, los 3 legisladores de UPP junto a los de Acción Popular, Somos Perú, el Partido Aprista Peruano, el Frente Independiente Moralizador y Perú Posible se retiraron del hemiciclo en mensaje de protesta para luego participar en la denominada Marcha de los Cuatro Suyos realizada por Alejandro Toledo.
En noviembre del mismo año, los miembros del Frente Independiente Moralizador en una conferencia de prensa en el Hotel Bolívar hicieron público a nivel nacional un Vladivideo en el que se puede apreciar al parlamentario Alberto Kouri recibiendo dinero de manos de Vladimiro Montesinos para que este abandonara Perú Posible y pasarse a las filas de la alianza fujimorista Perú 2000. Tras este escándalo, Alberto Fujimori decidió anunciar en un mensaje televisivo que convocaría a nuevas elecciones para el 2001 donde también anunció que no iba a participar y a los pocos días, Fujimori decidió fugar a Japón para luego renunciar a la presidencia mediante un fax dirigido al entonces presidente del Congreso Valentín Paniagua. Sin embargo, los miembros de la oposición decidieron no aceptar la renuncia y presentaron una moción de vacancia por incapacidad moral, aquí los 3 congresistas de UPP apoyaron dicha moción lo cual terminó con 62 votos a favor y el periodo congresal fue reducido hasta julio del 2001 tras la asunción presidencial de Valentín Paniagua.

### Elecciones generales de 2001
Para las elecciones de 2001, UPP decidió no presentar candidato presidencial y solo participando con lista de candidatos al Congreso de la República. Formó alianza con el Movimiento por la Democracia y el Movimiento Social Demócrata donde luego se lanzaron con el nombre de Agrupación Independiente Unión por el Perú - Social Democracia y el cabecera de la lista por Lima fue el periodista Francisco Miró-Quesada Rada. Aquí el partido solo logró conseguir 6 miembros en el legislativo.
UPP decidió formar la bancada Unión Parlamentaria Descentralista junto a los miembros de Acción Popular y Somos Perú, la bancada luego tuvo más adhesiones de algunos parlamentarios que habían renunciado a sus grupos electos. El 23 de marzo del 2003, el congresista Daniel Estrada falleció a los 56 años víctima del cáncer y el Congreso convocó a Mario Ochoa Vargas para ocupar su puesto en el parlamento.

### Elecciones regionales y municipales de 2002
En estas elecciones regionales y municipales del año 2002, el partido obtiene por primera vez 2 gobiernos Regionales, siendo los departamentos de Apurímac y Lambayeque, y a su vez obtiene 6 alcaldías provinciales y 36 alcaldías distritales.
Gobernadores Regionales electos por UPP
| Región     | Gobernador Regional |
| ---------- | ------------------- |
| Apurímac   | Luis Barra Pacheco  |
| Lambayeque | Yehude Simón Munaro |

A nivel de Lima, se presentó el ingeniero ingeniero industrial y excongresista Alejandro Santa María como candidato a la alcaldía de Lima, quedando en séptimo lugar con el 1.52 % de votos.

### Elecciones generales de 2006
En el año 2005, siendo secretario general del partido José Vega, UPP decidió formar una alianza política con el recién formado Partido Nacionalista Peruano de Ollanta Humala, el cual aún no contaba con inscripción vigente ante el Jurado Nacional de Elecciones. De esta manera, Humala se postuló a la presidencia formalmente por UPP, en calidad de candidato invitado, y a su vez el debilitado UPP tendría la posibilidad de nuevamente ingresar fortalecido al Congreso de la República.
| Candidatos     | Candidatos           | Candidatos          |
| Presidencia    | 1.º Vicepresidencia  | 2.º Vicepresidencia |
| -------------- | -------------------- | ------------------- |
| Ollanta Humala | Gonzalo García Núñez | Carlos Torres Caro  |

Con la candidatura del nacionalista Humala, UPP en poco tiempo se ubicó a la cabeza de las preferencias electorales. La lista de candidatos al Congreso de la República fue mixta, con miembros tanto de UPP como del PNP. En la primera vuelta electoral del 9 de abril de 2006, UPP obtuvo una votación presidencial de 30%, y 35% para su lista de candidatos al Congreso. Así, el candidato presidencial de UPP superó a Alan García del Partido Aprista Peruano (24,3%) y a Lourdes Flores de Unidad Nacional (23,8%). En una segunda vuelta electoral que se llevó a cabo el 4 de junio, resultó vencedor el candidato Alan García con el 52% de votos.
De un total de 120 congresistas, 45 fueron elegidos, siendo 33 del Partido Nacionalista Peruano y 12 de UPP, constituyendo la primera fuerza parlamentaria en el congreso para el periodo (2006-2011).
Sin embargo, poco después de instalado el nuevo Congreso, este grupo parlamentario se fraccionó por discrepancias en UPP y PNP, con lo que así el Partido Aprista Peruano tenía la primera mayoría. Ambos grupos parlamentarios continuaron fraccionándose, quedando finalmente UPP reducido a solamente 7 congresistas como Karina Beteta, Carlos Cánepa, Alberto Escudero, Eduardo Espinoza Ramos, Aldo Estrada, Isaac Serna y José Vega.

### Elecciones regionales y municipales de 2006
Después de su éxito al obtener escaños en el congreso en las elecciones del mismo año, el partido participa en las elecciones regionales y municipales de 2006, el partido obtiene 1 gobierno regional electo, siendo el departamento del Cuzco, a su vez obtiene 14 alcaldías provinciales y 122 alcaldías distritales.
Gobernadores Regionales electos por UPP
| Región | Gobernador Regional |
| ------ | ------------------- |
| Cuzco  | Hugo Gonzales Sayán |

A nivel de Lima, se presentó la cantante Folclórica Martina Portocarrero como candidata a la alcaldía de Lima, quedando en quinto lugar con el 4.63 % de votos.

### Elecciones regionales y municipales de 2010
A un año de las elecciones generales de 2011, el partido decide participar en las elecciones regionales y municipales del 2010, el partido obtiene 1 alcaldía provincial y 12 alcaldías distritales, sin embargo, ningún gobierno regional fue electo.
A nivel de Lima, no presentó un candidato a la alcaldía de Lima, a pesar de ello, obtuvo una autoridad electa en el distrito de Ancón.

### Elecciones generales de 2011
Para las elecciones generales de 2011, UPP se integró a la Alianza Solidaridad Nacional conformada por los partidos Solidaridad Nacional, Cambio 90, Todos por el Perú y Siempre Unidos. El candidato presidencial era Luis Castañeda Lossio y acompañado en su plancha electoral por Augusto Ferrero Costa y Rosa Núñez, candidatura que pese a las expectativas iniciales que despertó no llegó a cuajar, por lo que no obtuvo resultados favorables reduciéndose sus representantes al congreso a ocho miembros.
La alianza también presentó candidatos al Congreso de la República donde UPP presentó a José Vega, Isaac Serna, Alberto Escudero y Eduardo Espinoza Ramos como candidatos a la reelección. Sin embargo, ninguno tuvo éxito y solo obtuvieron nuevos rostros como Martín Belaúnde Moreyra y Vicente Zeballos.

### Elecciones regionales y municipales de 2014
En estas elecciones regionales y municipales del 2014, el partido obtiene 4 alcaldías provinciales y 42 alcaldías distritales, sin embargo, no obtuvieron ningún gobierno regional.

### Elecciones generales de 2016
En estas elecciones, el partido hace alianza nuevamente con Solidaridad Nacional para las elecciones generales de 2016, en estas elecciones, con la Alianza Solidaridad Nacional (sin los partidos Cambio 90, Todos por el Perú y Siempre Unidos), presentó la candidatura del empresario Hernando Guerra García acompañando la plancha presidencial los congresistas José Luna Gálvez, como candidato a la primera Vicepresidencia y Gustavo Rondón a la 2.ª Vicepresidencia.
Sin embargo, nunca superaron el 6% de las preferencias electorales en las encuestas y opinión pública, por ello, la alianza decidió retirar la candidatura de Hernando Guerra García para no evitar perder la inscripción del partido ante el Jurado Nacional de Elecciones (JNE).
Luego de retirar la candidatura presidencial, la alianza también decidió retirar las candidaturas al Congreso de la República y al Parlamento Andino, en cual llevó a la Disolución de dicha Alianza.

### Elecciones regionales y municipales de 2018
En estas elecciones regionales y municipales de 2018, el partido obtiene 1 alcaldía provincial y 16 alcaldías distritales, sin embargo, no obtiene ningún gobierno regional.
A nivel de Lima, se presentó la empresaria Esther Capuñay como candidata a la alcaldía de Lima, quedando en el decimoprimer lugar con el 2.04 % de votos y obtiene 1 autoridad electa en el distrito de Comas.

### Elecciones parlamentarias de 2020

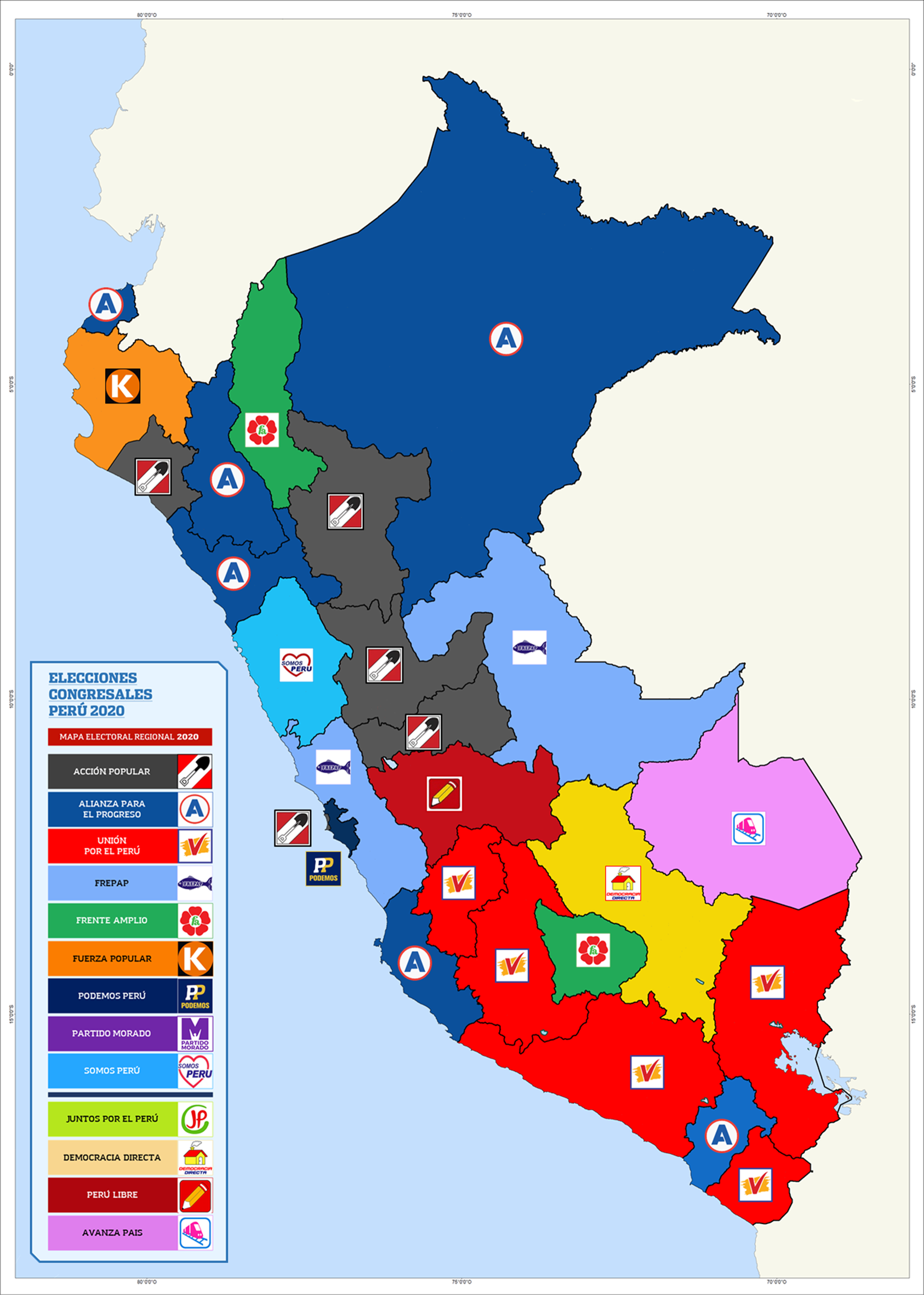
Partidos políticos más votados en las elecciones extraordinarias de 2020, UPP obtuvo mayor votación en los departamentos de Arequipa, Ayacucho, Huancavelica, Puno y Tacna

En las elecciones parlamentarias del 2020, como resultado de la disolución del congreso por el entonces presidente Martín Vizcarra, UPP se une con el Frente Patriótico liderado por Antauro Humala. Gracias a este acuerdo con cimientos ideológicos etnocaceristas se obtienen excelente resultados y en las elecciones, UPP obtiene una representación de 13 congresistas.

### Elecciones generales de 2021
Para las ya anunciadas elecciones generales del 2021, UPP decide postular al excongresista José Vega junto a Ina Andrade, esposa de Antauro Humala, como candidata a la primera vicepresidencia y a Daniel Barragán en la segunda vicepresidencia.
| Candidatos  | Candidatos          | Candidatos          |
| Presidencia | 1.º Vicepresidencia | 2.º Vicepresidencia |
| ----------- | ------------------- | ------------------- |
| José Vega   | Ina Andrade         | Daniel Barragán     |

Para la lista de candidatos al Congreso de la República se decidió incluir al exalcalde Ricardo Belmont como cabecera. Sin embargo, el partido terminó sin éxito en las elecciones y perdieron su inscripción electoral.
En la actualidad el partido se encuentra en proceso de reinscripción.

## Simbología
Desde su fundación hasta cerca de la campaña por las elecciones generales del 2006 era simplemente las siglas del partido (UPP) en letras rojas mayúsculas con un borde azul. A partir de esas elecciones (2006) pasó a ser una olla de barro con los colores rojo y blanco (rojo/blanco y rojo) establecidos de manera vertical lo cual se asemeja al orden de la bandera peruana.
Desde las elecciones regionales, provinciales y distritales del 2018, se cambió el símbolo a una V (similar al check) para darle un toque más moderno al partido.

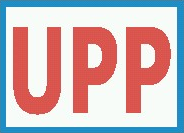
Logo de UPP durante el año 2000.
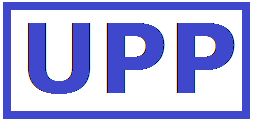
Logo de UPP en las elecciones del 2002.
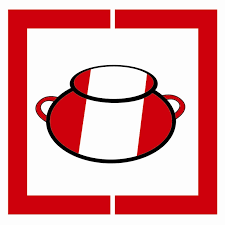
Logo de UPP desde las elecciones generales del 2006.

## Personas destacadas
De las filas de Unión por el Perú se encuentran personajes importantes e históricos: 
- Javier Pérez de Cuellar (1920-2020): Abogado, Diplomático y político.
  - Secretario General de las Naciones Unidas, 1982-1991.
  - Fundador de Unión por el Perú y candidato presidencial en 1995.

- Daniel Estrada Pérez (1947-2003): Abogado y Político.
  - Cofundador de Unión por el Perú.
  - Congresista de la República (1995-2000), (2001-2003).

- Roger Guerra-García (1933-2020): Médico, Investigador y político.
  - Congresista de la República en el periodo 1995-2000.

Entre sus principales líderes, actualmente, se encuentran:
- Antauro Humala: exmilitar y político.
  - Líder del movimiento etnocacerista.

- José Vega: Abogado, sindicalista y político.
  - Congresista de la República (2006-2011), (2020-2021).
  - Cofundador de Unión por el Perú.
  - Presidente de Unión por el Perú (2014-2018).
  - Secretario General de Unión por el Perú (Desde 2004).
  - Candidato presidencial en las elecciones del 2021.

- Isaac Serna Guzmán: Ingeniero mecánico y político.
  - Congresista de la República por Ica (2006-2011).

- Aldo Estrada Choque: Abogado y político.
  - Congresista de la República (1995-2000) (2006-2011).
  - Presidente de Unión por el Perú (2003-2010).

- Daniel Barragán: Político y Capitán en retiro de la FAP.
  - Ministro de Defensa del Perú (2022)
  - Candidato a la segunda vicepresidencia de la república en las elecciones generales del 2021.

- Richard Tineo: Licenciado, ingeniero electrónico, abogado y general de brigada retirado.
  - Ministro de Defensa (2022)
  - Ministro de Transportes y Comunicaciones (2022)

- Eduardo Espinoza Ramos: Matemático, Educador y Político.
  - Presidente de Unión por el Perú (2010-2014).
  - Congresista de la República (2006-2011).

- Alberto Escudero Casquino: Médico Cirujano y Político.
  - Congresista de la República (2006-2011).

Entre otros políticos que fueron miembros e invitados del partido se encuentran el exministro de Trabajo Alfonso Grados Bertorini, la economista Graciela Fernández-Baca, el expresidente del Congreso Henry Pease, el periodista Gustavo Mohme, el recordado político izquierdista Javier Diez Canseco, la exministra de Educación Gloria Helfer y el diplomático Harold Forsyth.

## Resultados electorales

### Elecciones generales
|  | 21.53 % |

|  | 0.33 % |

|  | 30.61 % |

|  | 47.37 % |

|  | 9.83 % |

|  | 0.70 % |

### Elecciones parlamentarias
|  | 21.81 % |

|  | 2.6 % |

|  | 4.14 % |

|  | 21.2 % |

|  | 10.22 % |

|  | 6.77 % |

|  | 2.07 % |

### Elecciones al Parlamento Andino
|  | 23.96 % |

|  | 9.41 % |

### Elecciones regionales y municipales
| Año  | Gobiernos Regionales                | Alcaldías Provinciales              | Alcaldías Distritales               |
| Año  | Representantes                      | Representantes                      | Representantes                      |
| ---- | ----------------------------------- | ----------------------------------- | ----------------------------------- |
| 1998 |                                     | 2/196                               | 29/1867                             |
| 2002 | 2/25                                | 6/196                               | 36/1867                             |
| 2006 | 1/25                                | 14/196                              | 122/1867                            |
| 2010 | 0/25                                | 1/196                               | 12/1867                             |
| 2014 | 0/25                                | 4/196                               | 42/1867                             |
| 2018 | 0/25                                | 1/196                               | 16/1874                             |
| 2022 | No participaron en estas elecciones | No participaron en estas elecciones | No participaron en estas elecciones |